# Lambert (автомобиль)
Lambert (рус. Ламберт) — серия легковых автомобилей и грузовиков, которые производились с 1905 по 1917 год автомобильной компанией Lambert в Андерсоне, штат Индиана. Он стал преемником автомобиля Union, компании Union Automobile Company. Главным проектировщиком автомобиля был Джон Уильям Ламберт. К 1915 году завод производил около 3000 легковых автомобилей и грузовиков в год. Цена на транспорт варьировалась от 1200 до 3000 долларов США и зависела от модели. Спад производства произошел из-за Первой мировой войны и новых рыночных условий.

## Предыстория
Автомобиль «Ламберт» появился в 1905 году на базе «Юниона». Основной завод компании-производителя находился в Юнион-Сити, штат Индиана. В том же году завод был закрыт, а продолжение производства юнионских автомобилей планировалось в Андерсоне, штат Индиана, на новом заводе компании Lambert Automobile Company, которая принадлежала Buckeye Manufacturing Company. Площадь нового завода составляла 300 000 квадратных футов (28 000 м2). Первый автомобиль был продан 1 июня 1905 года. К 1906 году новый автомобиль имел широкий модельный ряд. В то время компания была одним из самых успешных автопроизводителей в США. К 1915 году производилось 3000 единиц техники в год, в том числе грузовики, тракторы и пожарные машины. Завод также создавал свои собственные кузовные детали и двигатели. Обивка, использующаяся при создании, была самого высокого качества, а на кузов наносилось 15 слоёв краски. После вступления США в Первую мировую войну в 1917, завод был перенацелен на национальную оборону и производил военную продукцию. После окончания войны, Ламберт прекратил производство автомобилей.

## Двигатель

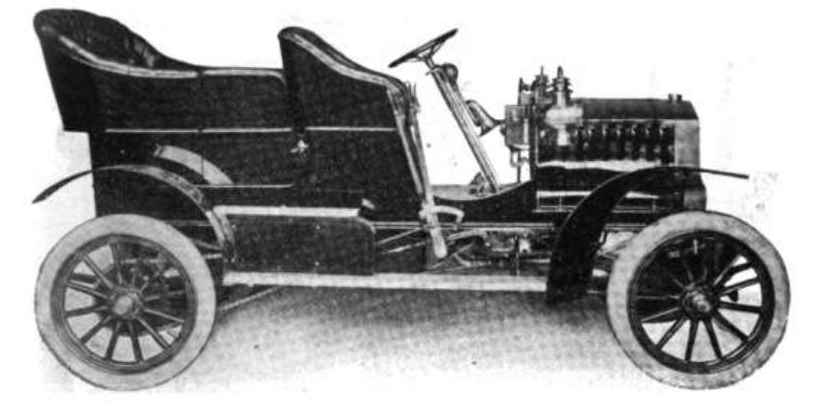
Model 4 1906

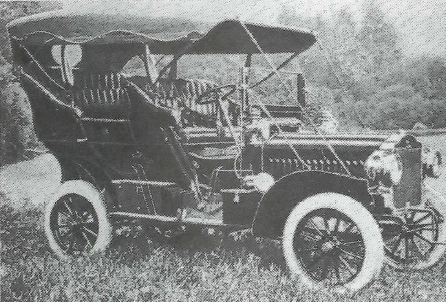
Model F 1907

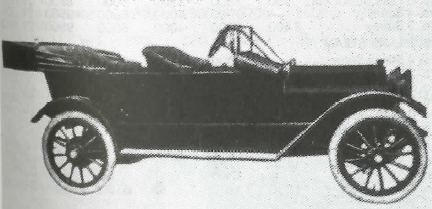
Model 46-C 1914

Двигатель Lambert на начальном этапе производства устанавливался на задней части шасси, потом в центре, потом в передней части, а после снова в задней части автомобиля. Первые двигатели изготавливались на заводах компании Buckeye Manufacturing Company, но позже к производству привлекались другие частные производители.
Клапаны двигателя представляли кулачки из закалённой стали, которые работали от кулачкового вала. Поверхности кулачков были выпуклыми и работали на закалённых роликах. Их несли на качающихся вилках, которые упирались в ползунки с квадратными концами. Клапаны представляли собой алюминиевые головки, прикрученные к заплечику на приклёпанных стальных штоках, и были прямыми без бокового действия. Сжатие составляло от 50 до 55 фунтов давления.
Двигатель с оппозитным цилиндром имел черты, не характерные для газовых двигателей того времени. Во-первых, масленка относилась к типу, в котором червячный привод с храповым приводом приводил в движение пружину последовательно по подаваемым маслопроводам. Поршневая пружина сжималась кругом клиньев, а подъём от каждого сжатия регулировался винтом. Масляные провода подавали масло на концы штока кривошипа надлежащим образом.

## Шасси и подвеска
Шасси Ламберт были оснащены высококачественной трёхточечной подвеской для экономии тягового усилия. Это уменьшило подъёмную силу, необходимую для кузова автомобиля из-за изменений дорожного покрытия. Это спасало из износа части кузова автомобиля. В большинстве других автомобилей того времени использовались обычные амортизаторы. На некоторых моделях была предусмотрена карданная передача, однако большинство моделей автомобилей Lambert построены с цепным приводом непосредственно на заднюю ось.

## Трансмиссия
Автошасси Ламберта с безредукторной фрикционной трансмиссией переключений скоростей легло в основу всех автомобилей Lambert, построенных в период с 1906 по 1917 год, в том числе и грузовиков. Система трения использовалась для передачи мощности двигателя на ось привода движения колес. Маховик двигателя имел диск с металлами, отличающимися особыми фрикционными свойствами. Фрикционное колесо прикладывается непосредственно к поверхности пластины диска маховика двигателя с помощью педали управления. Фрикционное колесо перемещалось в любом направлении на валу по поверхности фрикционной пластины маховика двигателя с помощью рычага регулятора. Когда фракционное колесо соприкасалось с крайней внешней окружностью фрикционного диска маховика двигателя, автомобиль двигался с максимальной скоростью. Если его перенести за центр маховика, направление его вращения будет противоположным, и автомобиль будет двигаться задним ходом. Этот метод передачи мощности двигателя на ведущую ось, приводившую в движение транспортное средство, был плавным. Это отличилось от обычной трансмиссии с зубчатой передачей других автомобилей, у которых тогда было заметное движение «старт с рывком».

## Участие в гоночных соревнования
Lambert участвовал в автомобильной гонке 1905 года из Чикаго в Сент-Пол и занял второе место. Всего в той гонке принимало участие 53 автомобиля, но единственным автомобилем с бензиновым двигателем, который финишировал, стал автомобиль Ламберта. По сравнению с другими автомобилями мощность в 40 лошадиных сил (30 кВт), Lambert имел лишь 16 л. с. (12 кВт). Основной причиной успеха стала фрикционная дисковая передача Ламберта.

## Грузовики

### Model A

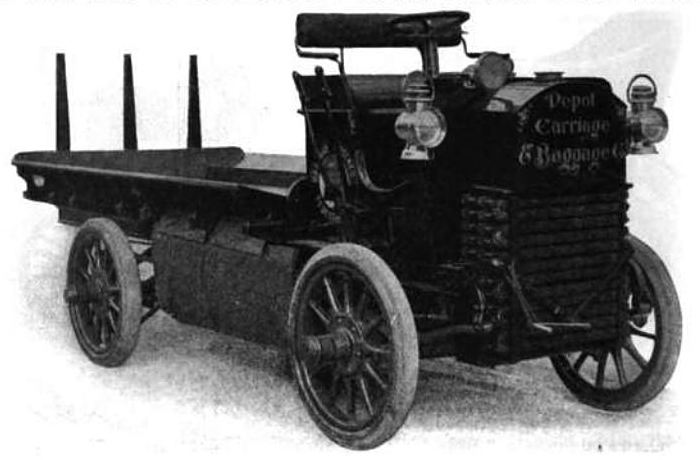
Грузовик A 1906

Грузовик Model A имел колесную базу 96 дюймов (2400 мм) и ширину колеи 56 дюймов (1400 мм). Задние колеса имели диаметр 32 диаметр (810 мм) и ширину 4 дюйма (100 мм). Передние колеса Firestone имели диаметр 32 дюйма (810 мм) и ширину 3,5 дюйма (89 мм). Двигатель представлял собой пару оппозитных цилиндров 5,5х6, установленных в задней части сиденья водителя автомобиля. На автомобиле стояла стандартная трансмиссия с фрикционным диском, которая устанавливалась на все автомобили «Ламберт». Вес грузовика составлял 3000 фунтов (1400 кг) и такую же грузоподъёмность. В автомобиль помещалось два человека. В дополнение шли платформа грузовика и капот водителя. Стоимость модели составляла 2000 долларов США.

### Model B
Вторая модель имела определённые схожести с первой: на B устанавливалась та же трансмиссия, колёсная база составляла 96 дюймов (2400 мм), ширина колеи 56 дюймов (1400 мм). Передние колёса имели диаметр 32 дюйма и ширину 3,5 дюйма (89 мм). Задние имели диаметр 32 дюйма (810 мм) и ширину 4 дюйма (100 мм). Автомобиль также был двухместным, в дополнение шли платформа грузовика и капот водителя. Отличием от первой версии, служил двигатель, представляющий собой пару оппозитных цилиндров 6x4, 5; он устанавливался в задней части. Также отличался вес: 2400 фунтов (1100 кг, модель B) от 3000 фунтов (1400 кг, модель А), и грузоподъёмность в 1500 фунтов (680 кг). Стоимость такого автомобиля составляла 1500 долларов.